# 天主教薩莫拉宗座代牧區
天主教薩莫拉宗座代牧區（拉丁語：Vicariatus Apostolicus Zamorensis in Aequatoria）是厄瓜多爾一個羅馬天主教宗座代牧區，直屬聖座。
代牧區成立於1893年2月17日，位於薩莫拉-欽奇佩省。2010年有教友113,000人（佔轄區總人口90.4%）、二十個堂區、廿六名司鐸。現任宗座代牧為瓦爾特·埃拉斯·塞加拉。